# 能登原将
能登原 将（のとはら しょう、1985年5月9日 - ）は、元プロ野球選手（投手）。

## 経歴
北九州市立戸畑商業高等学校（現：北九州市立高等学校）から愛知産業大学を経て、西濃運輸に入団。
2008年11月に行なわれた四国・九州アイランドリーグ（現・四国アイランドリーグplus）のトライアウトに合格し、同年12月に愛媛マンダリンパイレーツに入団。
2009年、入団1年目から38試合に登板し、防御率2.34（リーグ5位）をマークするなど活躍した。
2010年、規定投球回には達しなかったものの、防御率1.89をマークした。
2011年は23試合に登板し、9勝2敗で防御率2.88の成績だった。10月13日、今シーズンの契約期間満了を持って本人の意思により退団すると発表された。

## 詳細情報

### 年度別投手成績
| 年 度    | 球 団    | 登 板 | 完 封 | 勝 利 | 敗 戦 | セ │ ブ | 勝 率 | 投 球 回 | 与 四 球 | 与 死 球 | 奪 三 振 | 自 責 点 | 防 御 率 | 三 振 率 |
| -------- | -------- | ----- | ----- | ----- | ----- | ------- | ----- | -------- | -------- | -------- | -------- | -------- | -------- | -------- |
| 2009     | 愛媛     | 38    | 0     | 2     | 3     | 7       | .400  | 104      | 17       | 12       | 84       | 27       | 2.34     | 7.27     |
| 2010     | 愛媛     | 44    | 0     | 3     | 3     | 8       | .500  | 57       | 19       | 6        | 55       | 12       | 1.89     | 8.68     |
| 2011     | 愛媛     | 23    | 0     | 9     | 2     | 0       | .818  | 121.2    | 19       | 10       | 77       | 39       | 2.88     | 5.70     |
| 通算:3年 | 通算:3年 | 105   | 0     | 14    | 8     | 15      | .636  | 282.2    | 55       | 28       | 216      | 78       | 2.48     | 6.88     |

### 背番号
- 59 （2009年 - 2010年）
- 19 （2011年）